# Siphanta fusca
Siphanta fusca är en insektsart som beskrevs av Fletcher 1985. Siphanta fusca ingår i släktet Siphanta och familjen Flatidae. Inga underarter finns listade i Catalogue of Life.